# Trioza simplifica
Trioza simplifica är en insektsart som beskrevs av Mathur 1975. Trioza simplifica ingår i släktet Trioza och familjen spetsbladloppor. Inga underarter finns listade i Catalogue of Life.